# أنطونيو تشاتمان
أنطونيو تشاتمان (بالإنجليزية: Antonio Chatman)‏ هو لاعب كرة قدم أمريكية أمريكي، ولد في 12 فبراير 1979 في جاكسون في الولايات المتحدة.

## وصلات خارجية
- أنطونيو تشاتمان على موقع مرجع كرة القدم المحترفة.كوم (الإنجليزية)
- أنطونيو تشاتمان على موقع JustSportsStats.com (الإنجليزية)